# Добронравов, Сергей Георгиевич
Сергей Георгиевич Добронравов (4 мая 1894, Москва, Российская империя — 3 мая 1970, там же, СССР) — русский и советский математик, механик, физик, преподаватель данных дисциплин, а также москвовед и некрополист.

## Биография
Родился 4 мая 1894 года в Москве в семье священника, сестра Елизавета, брат — Борис.
Поступил на математический факультет МГУ, после окончания устроился на работу и вплоть до 1960-х годов преподавал математику, механику и физику в различных учебных заведениях Москвы, параллельно с этим в частном порядке работал в области математики, механики и физике, а также увлекался москвоведением. В 1960-х годах, после ухода на пенсию, организовал общественную группу из 30-50 человек по изучению некрополя Ваганьковского кладбища. Этот факт был негативно воспринят органами Моссовета и указом властей Москвы группа была распущена, на организаторов было оказано психологическое давление, из-за чего Сергей Георгиевич скоропостижно скончался от сердечного приступа 3 мая 1970 года, не дожив буквально дня до своего дня рождения. Похоронен на 17-м участке того же кладбища, кому он вместе с группой в 1960-х годах уделял большое внимание. Следом за ним ушёл из жизни его помощник и соратник Сергей Ермаков.

### Семья
- Отец -
- Мать -
- Сестра — Елизавета Георгиевна Алексеева (1901—1972), актриса театра и кино, народная артистка СССР (1971)
- Брат —  Борис Георгиевич Добронравов (1896—1949), известный советский актёр МХАТа и кино